# Ковров Анатолій Володимирович
Анато́лій Володи́мирович Ковро́в (нар. 3 квітня 1957, Одеса) — український науковець у галузі будівельних конструкцій, будівель та споруд. Кандидат технічних наук (2007), професор (2012). Ректор Одеської державної академії будівництва та архітектури (з 2014). Заслужений діяч науки і техніки України (2020).

## Біографія
Народився 3 квітня 1957 року в Одесі. У 1979 році закінчив факультет конструювання в промисловому та цивільному будівництві Одеського інженерно-будівельного інституту (нині Одеська державна академія будівництва та архітектури), де й залишився працювати з 1978 року.
Пройшов шлях від молодшого наукового співробітника до старшого викладача кафедри опору матеріалів (1984–2004). У 2007–2014 роках обіймав посаду проректора з науково-педагогічної роботи.
У травні 2015 року був обраний ректором ОДАБА, набравши 56% голосів. У 2020 році був переобраний на цю посаду, здобувши перемогу з результатом 72,68% голосів.

## Наукова діяльність
Під керівництвом Анатолія Коврова створено науковий напрямок «Управління напружено-деформованим станом будівельних конструкцій на основі вдосконалення розрахункових моделей». Керує підготовкою аспірантів, під його керівництвом успішно захищено 4 кандидатські дисертації. Є автором понад 100 наукових праць, серед яких 5 монографій та 4 навчальні посібники.
Брав участь у реставрації низки пам'яток архітектури в Одесі, зокрема будинку Русова та будинку Лібмана, обстеженні дамби Хаджибейського лиману, а також будинків і споруд, пошкоджених внаслідок ракетних ударів військ РФ.
Є академіком Академії будівництва України, головою Одеського відділення Академії будівництва України, дійсним членом Української академії архітектури (2022) та віцепрезидентом Академії енергетики України.

## Нагороди та звання
- Заслужений діяч науки і техніки України (2020)[8]
- Відмінник освіти України (2005)[4]
- Нагрудний знак «За наукові досягнення» (2015)[4]
- Почесна відзнака Одеського міського голови імені Г. Г. Маразлі ІІІ ступеня (2025)[7]
- Почесні грамоти Одеської обласної державної адміністрації та Одеської обласної ради (2015)[4]
- Тричі удостоєний почесного звання «Кращий викладач» за підсумками опитування студентів[4]

## Скандали
Діяльність Анатолія Коврова на посаді ректора та його зв'язки з будівельним бізнесом неодноразово ставали об'єктом журналістських розслідувань. Зокрема, йшлося про можливі корупційні схеми під час наукового супроводу реставрації будинку Русова та будинку Лібмана, а також про зв'язок родини ректора з будівельними компаніями, що ведуть забудову в Одесі з порушеннями.

## Основні праці
- Построение линеаризованных диаграмм деформирования изгибаемых железобетонных элементов прямоугольного сечения произвольных размеров // Ресурсоекономні матеріали, конструкції, будівлі та споруди. 2015. Вип. 30 (співавт.).
- Будівництво в сейсмічних районах України будівель і споруд зі стінами із цегли і великорозмірних блоків // Наука та будівництво. 2019. № 1 (співавт.).
- Шаблон управління будівництвом — нова інформативно-комунікаційна концепція. О., 2021 (співавт.).
- Інновації в будівництві та реконструкції: Підруч. О., 2022 (співавт.).
- Експериментальні дослідження багатошарових плит перекриття при дії статичного навантаження // Сучасне будівництво та архітектура. 2025. Вип. 11 (співавт.).